# 李响 (全国人大代表)
李响（1965年10月—），天津人，汉族，中国共产党党员。中华人民共和国政治人物、第十三届全国人民代表大会天津市代表。

## 生平
2018年，李响被选为天津市出席第十三届全国人民代表大会代表。